# 霍爾特牽引機
霍爾特牽引機（英語：Holt tractor）是由美國霍爾特製造公司打造的汽油動力履帶式牽引機，它除了大量在民間工程與農業生產上使用，同時也是軍用履帶運輸載具的先驅。

## 發展

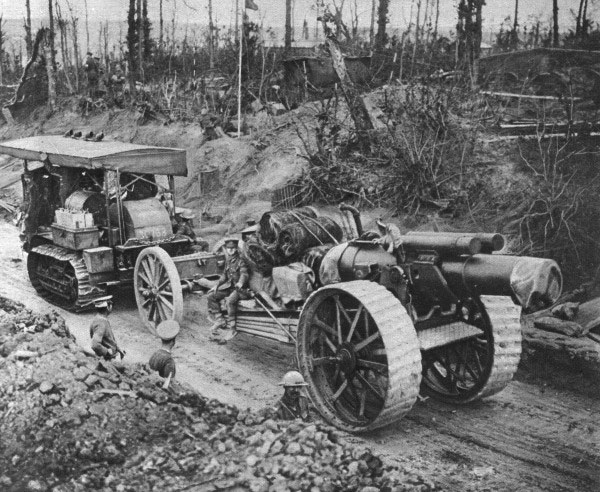
在前線拖曳英製8吋榴彈炮的霍爾特牽引機

19世紀末，機械工程師們致力將蒸汽機引入農業機械化，並打造了蒸汽引擎替換駝獸動力的聯合收割機。與此同時，機械工程師們也大量在研究如何將履帶運用在交通工具上，但大多數僅停留在專利申請，鮮少推出實際產品。
美國的聯合收割機製造商霍爾特製造公司老闆兼工程師班傑明.霍爾特在1903年向美國工程師艾爾文·奧蘭多·隆巴德支付6萬美元購入他開發的隆巴德蒸氣履帶原木牽引車設計專利，1912年以4,000英鎊價格向英格蘭的理查霍恩斯比父子公司購入轉向離合器專利，該專利可以讓履帶車輛藉由改變動輪速度，致使履帶車輛在不需要增設額外轉動車輪的情況下轉向。
在獲得一系列履帶車輛的專利後，霍爾特在他位於加州的公司打造出使用蒸汽引擎的原型履帶牽引機，在1904年完成，將這輛原型車運往土壤肥力富饒但卻是沼澤環境的聖華金河三角洲，驗證履帶牽引機在沼澤地帶的運作可行性。測試令霍爾特相當滿意，隨後霍爾特公司開發出了汽油內燃機，1908年霍爾特公司打造出使用40匹馬力汽油引擎的履帶牽引機，並以他的名字命名為霍爾特牽引機。並開始對外行銷。
在霍爾特牽引機推出的相近時間，加利福尼亞州正進行洛杉磯引水渠的建設工程，該工程困難之處是建設公司要將建材跨越莫哈維沙漠運輸到工地，傳統的獸力運輸成本非常高昂，工程師在這項建設中試購1輛霍爾特40型牽引機，這輛牽引機順利地將30短噸的建材拖運上有14%坡度的工地，這個表現讓建築工程師們相當鼓舞，隨後工程公司增購了26輛霍爾特牽引車，它們在工程中的優異表現為公司贏得了良好聲譽，也讓美國製履帶牽引機受到國外所知。
霍爾特牽引機的款式是以動力作為分類，最早推出的版本為配備40匹馬力汽油引擎的霍爾特40型，1911年推出裝設60匹汽油引擎的霍爾特60型，1913年推出使用75匹馬力的霍爾特75型牽引機。1914年推出裝載輸出120匹馬力，6汽缸汽油引擎的霍爾特120型。
1910年，霍爾特因為霍爾特牽引車的成果受到各界讚譽，他為這輛牽引車註冊了一個新商標:卡特彼勒（Caterpillar）。該單字原意為毛蟲，因履帶運轉時像是毛蟲蠕動，霍爾特因此將此作為它開發的履帶車輛商標，這個商標隨著公司發展後來成為聞名世界的工業機械廠商名稱。

## 軍事用途

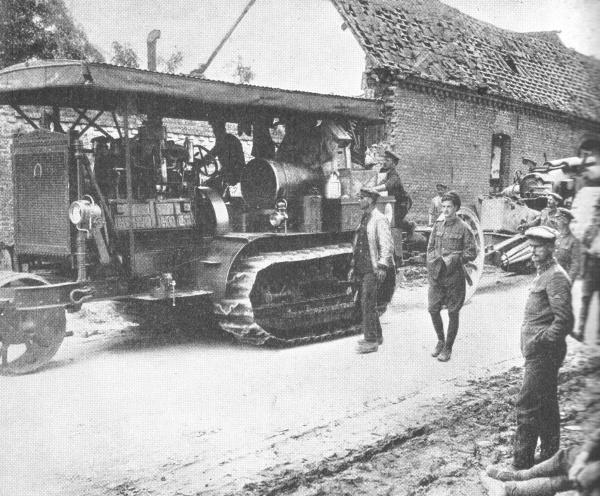
一輛拖弋8吋榴彈炮的霍爾特75型牽引機

在20世紀初的歐洲，曾經有多間廠商嘗試向軍隊推銷履帶牽引車，但當時軍方未特別重視。但是1914年第一次世界大戰爆發後，西方戰線發展成堑壕战，傳統野戰砲兵火力無法突破僵局，且砲擊導致的惡劣地勢使得第一線補給難度大幅增加。各國的軍隊參謀必需將原先用於攻城用的重砲運往前線。

英國陸軍部在這時注意到履帶驅動的霍爾特牽引機，並採購了一輛霍爾特75型運回英國奧爾德肖特，與國產的福斯特·戴姆勒牽引機進行對比測評。英國國產牽引機動力使用從德國戴姆勒公司授權生產的105匹馬力汽油引擎，因此在弋引力上霍爾特75型不如英國製品，但是霍爾特牽引車在惡劣地形的機動性能表現比英國品要好。在無弋引狀態下，牽引車的時速為4英里，有弋引物的狀態下時速2英里。且霍爾特牽引車已經在量產中，可以提供的數量讓英軍陸軍部印象深刻，所以英國選擇了採購霍爾特牽引車作為火炮牽引車。霍爾特公司為了戰爭量產計畫，派遣副總裁兼總經理至華盛頓特區，與美國戰爭部軍械生產主管合作，協助將霍爾特牽引車的生產技術轉發包給其它車輛工廠，使得美國的工業產製能力可以充分提供大規模量產需求，霍爾特也提供製造授權供英國廠商代工製造。1915年1月，英國獲得第一輛霍爾特牽引機。一戰期間，主要使用的霍爾特牽引車型號有:
- 霍爾特75型，車重11,000（24,000英磅），可拖曳15公噸（33,000英磅）物資。
- 霍爾特120型，車重8,200（18,100英磅），[6]因應英軍需求而生產的動力強化型號，可拖曳20公噸（44,000英磅）物資。

1911年開發的霍爾特60型英國雖然也有採購，但是性能不足以拖曳重炮，因此重要性較低。

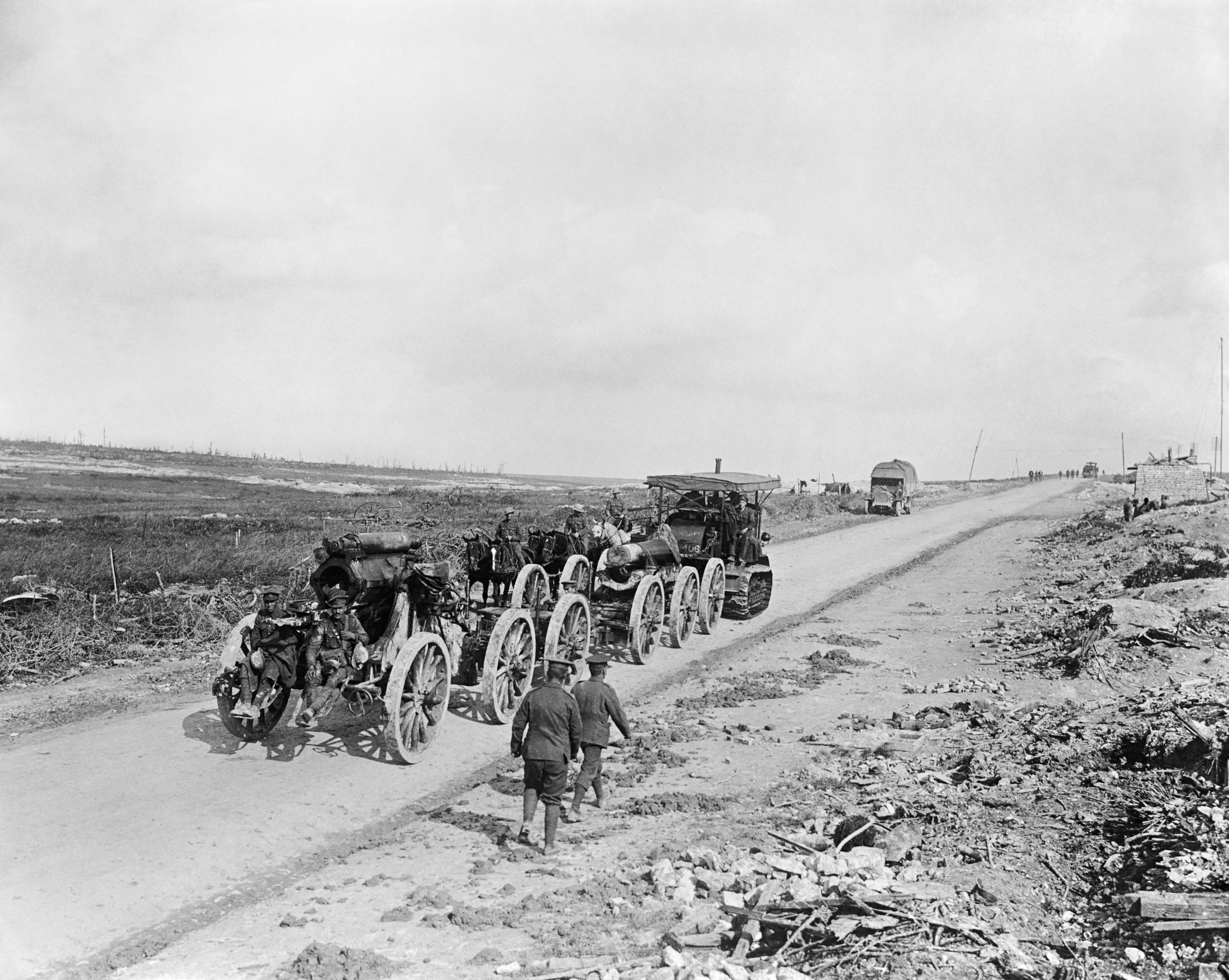
1916年索穆河戰役時拖曳9.2吋榴彈炮前往前線的霍爾特牽引機

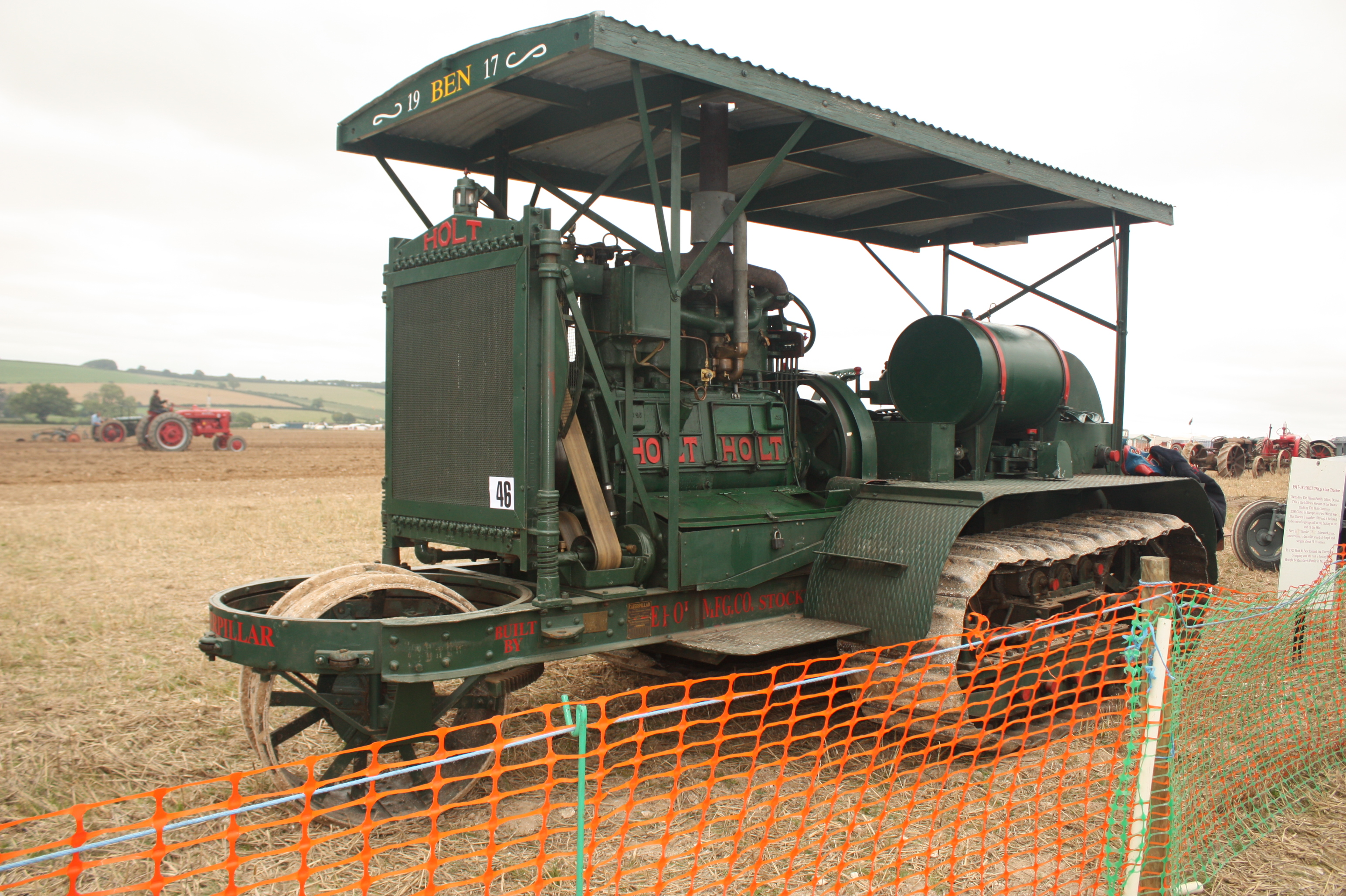
在英國保存的霍爾特75型牽引機，製造編號3580

至1916年，有上千輛的霍爾特75型牽引車提供英軍配備，至1918年戰爭結束前有五千輛霍爾特牽引車在英軍、美軍與法軍中服役。它們為英軍拖曳60磅炮、6英吋、8英吋，與9.2英吋等中大口徑榴彈炮的火炮牽引車， 成為英軍中最為普及的重炮運輸交通工具。在戰爭期間，英國採購了2,000輛霍爾特75型、698輛霍爾特120型、63輛霍爾特60型。
美國在1917年參戰後，訂購了較小型的霍爾特牽引車拖曳分解後的9.2吋榴彈炮，稱為霍爾特5噸牽引車。霍爾特5噸牽引車吸取了作戰教訓，除了換用動力更強的56匹馬力汽油引擎，車輛時速增加到每12公里，同時將引擎與傳動系統以鋼板護罩包覆，降低火炮破片損壞傳動裝置的情況。
除了英國，法國也有採購少量的霍爾特牽引車測評，但他們購入的是尺寸較小的霍爾特45型牽引機，霍爾特45型是在1915年推出的款式，與早期型號相比，該型號引進了從英國購入的差速轉向技術，因此取消了前置的轉向舵輪。法軍雖然沒有採購霍爾特牽引車，但是它的履帶傳動系統成為法國開發履帶戰車很重要的技術參考來源。